# الزویک (نیوکاسل)
الزویک (انگلیسی: Elswick, Newcastle upon Tyne) الزویک (/ ˈ ɛ l z ɪ k / EL -zik)) یک ناحیه و بخش انتخاباتی شهر و منطقه شهری نیوکاسل آپون تاین، در شهرستان تاین اند ویر، انگلستان است که در ۳ کیلومتری (۱٫۹ مایلی) غرب این شهر از مرکز است  و در مرز رود تاین قرار گرفته است. از نظر سابقهٔ تاریخی در نورث‌آمبرلند، الزویک در سال ۱۸۳۵ بخشی از نیوکاسل آپون تاین شد. کالج نیوکاسل دارای حدود ۴۵٫۰۰۰ دانشجو است.